# 莫斯科区 (楚河州)

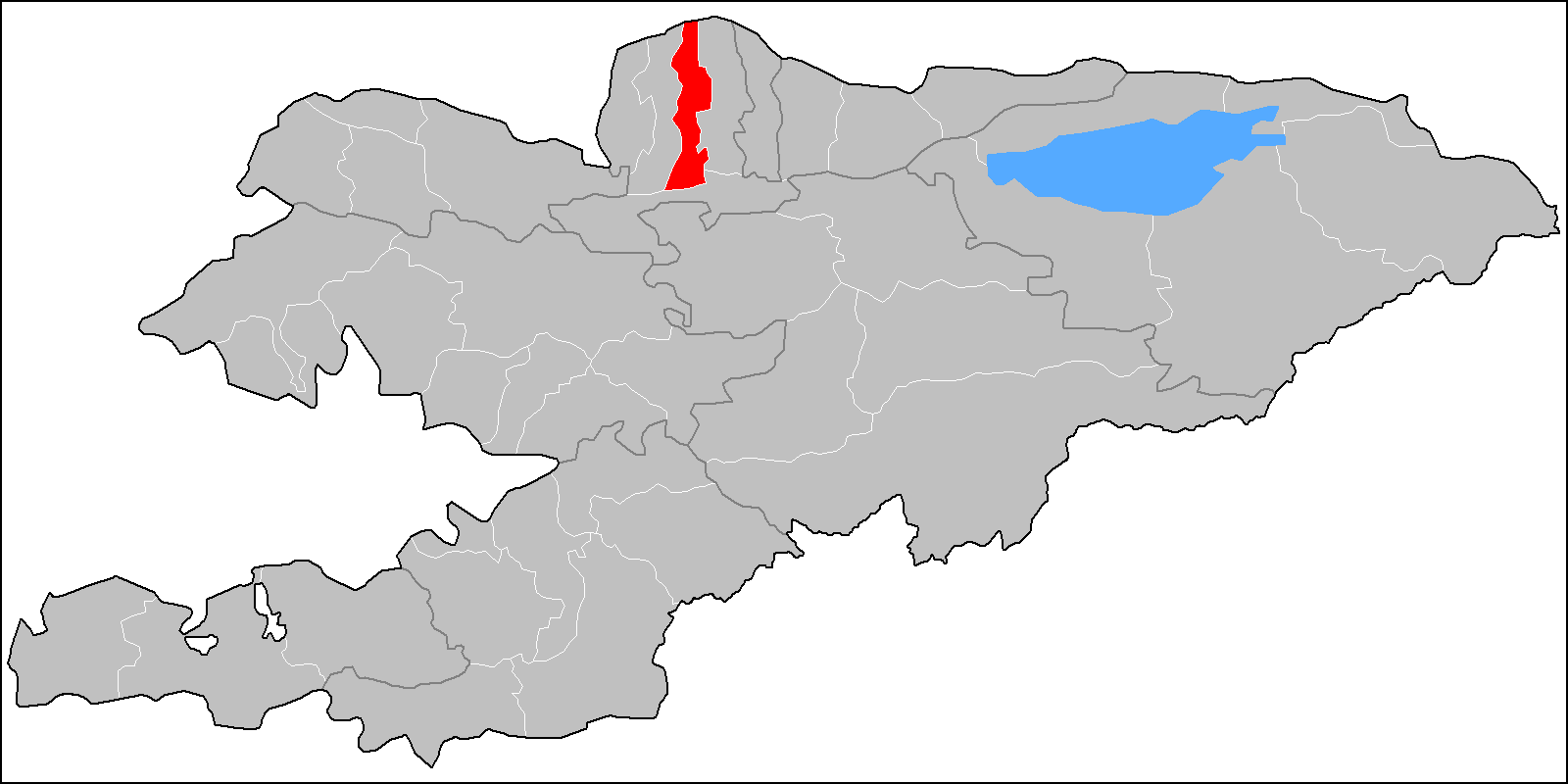

莫斯科区，吉尔吉斯斯坦楚河州的一个区。总面积3028平方公里，总人口103007（2021年）。首府位于别洛沃茨科耶。
莫斯科夫斯基区于1930年7月成立，当时称为斯大林区。1961年，改为现名。